# Freeway (1996)
Freeway is een Amerikaanse met zwarte humor gelardeerde thriller uit 1996 onder regie van Matthew Bright. Het verhaal werd geïnspireerd door het sprookje Roodkapje, waarbij het personage Vanessa voor Roodkapje staat en Robert 'Bob' Wolverton voor de boze wolf. De vergelijking met het sprookje maakt de film zelf tijdens de met tekeningen geïllustreerde intro.
Freeyway werd op het Sundance Film Festival genomineerd voor de juryprijs en won zes andere filmprijzen daadwerkelijk, waaronder die voor beste actrice (Reese Witherspoon) op het Filmfestival van Sitges. Regisseur Bright bracht in 1999 Freeway II: Confessions of a Trickbaby uit. Daarin keert van de acteurs uit Freeway alleen Michael T. Weiss terug, maar als een ander personage.

## Verhaal
Pubermeisje Vanessa Julia Lutz (Reese Witherspoon) groeit op onder erbarmelijke omstandigheden. Haar tippelende moeder Ramona (Amanda Plummer) en de haar seksueel misbruikende stiefvader Larry (Michael T. Weiss) zijn allebei meer met drugs bezig dan met haar opvoeding en zitten regelmatig in de gevangenis. Wanneer ze samen met Larry naar een nieuwsuitzending zit te kijken over de I-5 Killer die weer een aantal meisjes vermoord heeft, staat de politie weer voor de deur. Ramona en Larry worden allebei weer meegenomen voor prostitutie en drugshandel.
Zoals gebruikelijk wordt Mrs. Sheets (Conchata Ferrell) opgetrommeld om Vanessa naar een voorlopig pleeggezin te brengen, maar die heeft daar genoeg van. Daarom bindt ze Mrs. Sheets vast aan een bed, neemt afscheid van haar vriendje Chopper (Bokeem Woodbine) - die haar zijn pistool meegeeft - en zet in Mrs. Sheets' auto koers naar Stockton, naar het huisje van haar oma. Buiten haar zicht wordt Chopper vervolgens doodgeschoten door een rivaliserende jeugdbende, op wie hij niet meer terug kan schieten.
De auto van Mrs. Sheets begeeft het op de snelweg, zodat Vanessa moet liften. Ze wordt opgepikt door Bob Wolverton (Kiefer Sutherland), die als therapeut met moeilijk opvoedbare jongens werkt. Hij biedt haar een luisterend oor om haar problemen aan te vertellen en ze vertelt dat zij meerdere malen misbruikt is door haar stiefvader. Tijdens haar verhaal merkt ze dat Wolverton zichtbaar geniet van de details. Vanessa wordt kwaad, maar kan de auto niet meer uit omdat de portierkruk ontbreekt. Wolverton laat haar bukken en snijdt haar staart af, waarna hij haar vertelt over zijn vorige slachtoffers die het wat hem betreft allemaal verdienden. Vanessa komt tot de conclusie dat ze bij de I-5 Killer ingestapt is. Ze blijkt alleen allesbehalve een weerloos slachtoffer te zijn, want ze haalt het pistool uit haar tas, houdt Wolverton onder schot en dwingt hem te stoppen. Op een parkeerplaats schiet ze hem neer. Eerst met een schot in zijn hoofd en vervolgens een paar in zijn lichaam.
Wolverton overleeft de aanslag niettemin en bereikt een ziekenhuis. Even later pakt de politie Vanessa op omdat haar slachtoffer haar heeft aangegeven voor poging tot moord. Ze kan amper geloven dat hij nog leeft, maar is geamuseerd wanneer ze hem in de rechtszaal ziet. Wolverton heeft een oog verloren, één helft van zijn gezicht is verlamd evenals zijn geslachtsdeel en hij zit in een rolstoel. Er wordt besloten dat Vanessa onderzocht moet worden om te zien of ze als volwassene berecht kan worden. Rechercheurs Garrett Wallace (Dan Hedaya) en Mike Breer (Wolfgang Bodison) komen haar verhoren, maar laten doorschemeren dat ze eigenlijk liever de I-5 Killer vinden. Ze vermoeden namelijk dat het Wolverton is. Ondertussen heeft een televisiezender het nieuws opgepikt. Zij spiegelen Vanessa in hun uitzending voor als levensgevaarlijk en interviewen Bob en zijn vrouw Mimi (Brooke Shields) als arme slachtoffers. Mrs. Wolverton weet oprecht niet wie haar echtgenoot in werkelijkheid is.
Rechercheur Breer vindt op de plaats delict Vanessa's afgesneden paardenstaart, die haar bewering ondersteunt dat zij juist degene is die werd aangevallen. Zij is dan al samen met drie andere gedetineerde vrouwen uit de gevangenis ontsnapt. Een van Vanessa's mede-ontsnapsters is bendelid Mesquita (Alanna Ubach), die haar helpt aan een auto en een wapen. Daarop gaat ze wederom op weg naar haar oma. Wolverton vermoedt ook dat ze daarheen gaat en vertrekt er ook naartoe, evenals rechercheurs Wallace en Breer. Wolverton komt als eerste aan en gaat vermomd in het bed van Vanessa's oma liggen. Tegen de tijd dat de rechercheurs ter plaatse zijn om Vanessa voor het gevaar te behoeden, blijkt 'Roodkapje' het prima zelf af te kunnen.

## Rolverdeling
| Acteur            | Personage                  |
| ----------------- | -------------------------- |
| Reese Witherspoon | Vanessa Lutz               |
| Kiefer Sutherland | Bob Wolverton              |
| Wolfgang Bodison  | Rechercheur Mike Breer     |
| Dan Hedaya        | Rechercheur Garnet Wallace |
| Amanda Plummer    | Ramona Lutz                |
| Brooke Shields    | Mimi Wolverton             |
| Michael T. Weiss  | Larry                      |
| Bokeem Woodbine   | Chopper Wood               |
| Guillermo Díaz    | Flacco                     |
| Brittany Murphy   | Rhonda                     |
| Alanna Ubach      | Mesquita                   |
| Susan Barnes      | Mevr. Cullins              |
| Conchata Ferrell  | Mevr. Sheets               |
| Tara Subkoff      | Sharon                     |
| Julie Araskog     | Officier van Justitie      |